# متس گوستافسون (دوچرخه‌سوار)
متس گوستافسون (انگلیسی: Mats Gustafsson؛ زادهٔ ۲۳ اکتبر ۱۹۵۷) دوچرخه‌سوار اهل سوئد است.